# Список Народных героев Югославии/Э
В настоящем списке в алфавитном порядке представлены все Народные герои Югославии, чьи фамилии начинаются с буквы «Э» (всего 8 человек). В списке указаны даты присвоения звания и даты жизни Героев.
- Серым цветом в таблице выделены Герои, награждённые орденом Народного героя посмертно.

## Список Народных героев Югославии, фамилии которых начинаются с «Э»
| № п/п | Фото | Фамилия, Имя    | Дата присвоения звания | Годы жизни                        |
| ----- | ---- | --------------- | ---------------------- | --------------------------------- |
| 1289  |      | Эгич, Душан     | 24 июля 1953           | 27 января 1916 — 22 декабря 1985  |
| 1290  |      | Эгич, Милан     | 24 июля 1953           | 15 июля 1911 — 27 августа 1943    |
| 1291  |      | Эгич, Обрад     | 27 ноября 1953         | 1908—1986                         |
| 1292  |      | Эйпер, Эрнест   | 27 ноября 1953         | 23 декабря 1914 — 1 мая 1942      |
| 1293  |      | Энгел, Илия     | 24 июля 1953           | 19 марта 1912 — 29 мая 1944       |
| 1294  |      | Эракович, Саво  | 9 сентября 1953        | 27 января 1921 — 19 марта 1944    |
| 1295  |      | Эстрея Овадья   | 11 октября 1953        | 25 декабря 1922 — 26 августа 1944 |
| 1296  |      | Эчимович, Марко | 20 декабря 1951        | 1909—1943                         |